# الدوري التونسي لكرة اليد 2014–15
الدوري التونسي لكرة اليد 2014-2015 هو الدورة 60 من الدوري التونسي لكرة اليد للرجال. شارك فيها 12 فريقا.

فاز بهذا الموسم النادي الإفريقي، وجاء ثانيا الترجي الرياضي التونسي.

## روابط خارجية
- الموقع الرسمي للجامعة التونسية لكرة اليد.